# Croce Bianca Milano
La Croce Bianca Milano è una organizzazione di volontariato facente parte come ente non commerciale del Terzo settore che opera nel campo del primo soccorso in convenzioni con AREU, della protezione civile sanitaria, della pubblica assistenza, e secondariamente, svolge funzioni di trasporto secondario di infermi ed infortunati, protezione civile e servizio sociale in varie province della Lombardia.
La Croce Bianca Milano è una delle associazioni più grandi della regione Lombardia nonché dell'intero Stato italiano.
La Croce Bianca, pur essendo un'associazione di Pubblica Assistenza, non aderisce ad ANPAS ma a FAPS (Federazione associazioni di primo soccorso).

## Storia
La Croce Bianca venne fondata dal dinamico prete don Giuseppe Bignami nel Gennaio 1907, con il fine di sopperire alla scarsa disponibilità di mezzi di soccorso nella città di Milano. La prima sede designata fu l'oratorio maschile San Luigi Gonzaga in via Tagliamento a Milano, presso la parrocchia dove Don Bignami era Parroco. Il primo nome dell'associazione fu Società Croce Bianca.

### La crisi e lo scioglimento
Dopo le dimissioni di don Bignami avvenute nel gennaio 1917, nel settembre dello stesso anno ed a seguito di un periodo di crisi, fu eletto alla presidenza della associazione il barone Carlo Cornaggia Medici Castiglioni, al quale seguì da li a poco il nipote Giovanni Maria Cornaggia Medici.
Nel 1915 la sede associativa fu trasferita da via Tagliamento alla frazione Gamboloita (oggi Corso Lodi).
Dopo alcuni anni l'associazione fu dichiarata organizzazione cittadina e ampliò le proprie iniziative comprendendo, oltre al servizio di primo soccorso sanitario, l'assistenza sanitaria notturna, l'istituzione di corsi d'igiene e di guardia medica con ambulatorio.
Nel 1918 vi è un ulteriore cambio di sede, che fu trasferita in via Disciplini; ma poi, da li a poco, nel 1929, il regime Fascista decise di approvare un regio decreto, che impose lo scioglimento di gran parte delle associazioni di primo soccorso Italiane, confiscandone tutti i beni, e riconoscendo come unica associazione di pronto soccorso la Croce Rossa Italiana.
A seguito di ciò, la Croce bianca venne sciolta, e tutti i beni passarono al Comitato milanese della Croce Rossa.

### La rinascita e le prime sezioni
Sul finire del 1945 a guerra finita, la Croce Bianca fu rifondata.
Guidata dallo storico presidente Giovanni Maria Cornaggia, riprese la sua attività e la sede fu stabilita presso l'Azione Cattolica in via Bergamini.
Nel luglio 1946, in seguito alla sua ricostruzione dovuta alla guerra, il nome venne modificato in Croce Bianca Società Volontaria di Soccorso e di Pubblica Assistenza.
Nel 1953 vide la nascita della prima "sezione", quando un gruppo di operatori sanitari dell'ospedale di Melegnano, insieme a volontari di varie associazioni cittadine, tra cui la locale sezione scout, decisero di chiedere aiuto alla Croce Bianca, per creare una associazione di pubblica assistenza nella città di Melegnano che fino a quel momento era carente di mezzi per emergenze sanitarie.
L'allora consiglio direttivo della Croce Bianca, favorevole ed entusiasta a tale iniziativa, aiutò la nascita e la crescita di quella che venne poi chiamata "Croce Bianca sezione di Melegnano", fornendo militi ed automezzi e creando così di fatto la prima sezione della Croce Bianca, oltre che alla sede centrale.
La sede della neonata sezione di Melegnano, fu da prima ubicata presso il locale ospedale, poi successivamente a seguito della dismissione di quest' ultimo, che si trasferii nel nuovo complesso ospedaliero costruito a Vizzolo Predabissi, trovo posto in alcuni locali messi a disposizione dal parroco presso l'oratorio "San Giuseppe", in via Largo Crocetta San carlo, dove ancora oggi vi si trova.
Il 1º maggio 1958, vide l'apertura di un distaccamento della sede centrale presso il quartiere Vialba di Milano, in via Arsia, e successivamente nel 1960 essa diventa sezione autonoma prendendo il nome di "Croce Bianca Sezione di Milano Vialba", diventando così la seconda sezione della Croce Bianca dopo quella a Melegnano.
Sempre nel 1960, la neonata sezione di Vialba, spostò la sede associativa da via Arsia a via Ugo Betti dove ancora oggi vi si trova, e nonostante la via Ugo Betti si trova nel quartiere "Gallaratese", la sezione decise di conservare il nome di "Milano Vialba".
Il 17 dicembre 1961, vi fu il trasferimento della sede centrale presso una nuova locazione in via Vettabbia, a Milano, nel quartiere di Porta Romana, dove ancora oggi la Croce Bianca vi si trova con i locali della sede centrale e della sezione di Milano Centro.

### La Croce Bianca oggi
Nel 1994, il nome fu cambiato in Croce Bianca e il 15 marzo 2001 l'associazione assunse la denominazione attuale di Croce Bianca Milano Onlus.
La motivazione di questo ulteriore cambio di nome, si riconduce alla volontà dei soci di mantenere riconoscibile l'organizzazione a fronte della nascita di altre associazioni recanti il nome di Croce Bianca.
La parola ONLUS venne infine rimossa nel 2011, in quanto onlus di diritto.
Nel 2015, la Croce Bianca Milano si è espansa notevolmente arrivando a contare 29 sezioni e 8 delegazioni, per un totale di 37 sedi operative sparse in 140 comuni, coprendo così quasi tutte le provincie lombarde (Milano, Monza e Brianza, Lodi, Pavia, Cremona, Como, Bergamo, Varese e Lecco), e rendendo di fatto tale associazione una delle più grandi ed importanti della regione Lombardia e dell'Italia intera.
Ancora oggi la Croce Bianca, si definisce "associazione di ispirazione cattolica", pur tutelando e non discriminando i volontari di altra fede religiosa, e infatti il proprio motto "Ama il prossimo tuo come te stesso" è tratto da un verso della bibbia, e le proprie attività sono generalmente di ispirazione cattolica.

## Organizzazione
L'associazione è composta da una sede centrale sita in via Vettabia a Milano (zona Porta Romana) che si occupa principalmente delle faccende burocratiche ed amministrative, e da 37 sedi operative dislocate sull'intero territorio lombardo.
L'organizzazione della sede centrale è così suddivisa:
- Organi di Giunta
- Gruppo Organizzazione
- Formazione Soccorritori
- Formazione Etica
- Commissione Disciplina
- Commissione Immagine
- Redazione Numero Amico
- Personale Dipendente

Le cariche sociali sono gratuite e ciascuno dei circa 5.000 Volontari che compongono la Croce Bianca Milano può concorrere a ricoprirle.
Per il raggiungimento degli obiettivi istituzionali l'Associazione si avvale anche della preziosa collaborazione di circa 200 dipendenti, che ricoprono sia incarichi a livello impiegatizio sia in qualità di soccorritori-esecutori certificati a bordo dei mezzi di soccorso.
Il loro compito principale è quello di sopperire alle richieste di continuità nell'espletamento dei servizi qualora non siano coperti dai volontari, ad esempio durante il turno diurno infrasettimanale.
In alcune sezioni a causa del basso numero di volontari, non è raro trovare personale dipendente in servizio anche in orari dove di norma sono presenti i volontari (notti, festivi, ecc.).
Diversamente invece in altre sezioni il personale dipendente è di poche unità o del tutto assente, per via dell'alto numero di volontari.

### Qualifiche e ruoli
I volontari maschi e femmine vengono identificati ancora oggi con i nomi storici di "milite" i primi ed "ausiliaria" le seconde, e il loro corpo di appartenenza si chiama "Corpo volontari militi e ausiliarie della croce bianca Milano"
All'interno della Croce Bianca, ci sono diverse qualifiche che ogni volontario può ricoprire, mediante superamento di corsi formativi interni, per anzianità o per votazione; esse sono:
Aspirante allievo in formazioneè la qualifica di ingresso per tutti i neo aspiranti volontari. Consente di iniziare a frequentare i locali sezionali, e partecipare attivamente alla vita associativa e ad alcuni turni di servizio, senza però salire su un mezzo di soccorso e praticare qualunque attività legate al mondo del soccorso in generale. Un aspirante allievo può al massimo partecipare ad eventi di rappresentanza o di raccolte fondi organizzate dalla sezione. L'aspirante allievo, dovrà obbligatoriamente partecipare ai corsi di formazioni previsti dalle singole sezioni, come ad esempio quello per diventare Centralinista, oppure se intende prestare servizio sui mezzi di soccorso, quello per diventare soccorritore. L'aspirante allievo, dovrà entro 6 mesi dalla data di iscrizione, completare almeno un corso formativo (es. per diventare centralinista), pena l'espulsione dalla associazione.
Allievo soccorritoreSono quei volontari che essendo interessati al servizio di urgenza emergenza 118 stanno partecipando al relativo corso di certificazione regionale di 120 ore (46+72 ore), e sono comunemente noti come "Quarti", in virtù del fatto che essi potranno uscire sui servizi 118 solamente come "tirocinanti", e quindi in aggiunta al regolare equipaggio di tre (o in alcuni casi due) soccorritori certificati, e il loro ruolo salvo le disposizioni del Capo Servizio sarà unicamente quello di "osservare" il proprio equipaggio alla prese con il servizio e fare piccole mansioni e "lavoretti" per poter prendere confidenza con i presidi e le varie tecniche di soccorso e trasporto.
Milite ausiliarioSono quei volontari che possiedono la sola certificazione T.S. delle 46 ore, o non sono idonei al servizio 118 (per paura, età, ecc.) e quindi essi sono assegnati a molteplici altri servizi di carattere non urgente, sociali e/o i cosiddetti Trasporti secondari, e altre attività interne o esterne alla sede sezionale.
Milite / ausiliaria soccorritoreSon quei volontari che hanno terminato con successo il corso regionale di certificazione di 120 ore, e superato il relativo esame di abilitazione presso la locale SOREU 118. Svolgono quindi il servizio di emergenza urgenza 118 come terzo membro effettivo dell'equipaggio. A seconda di ulteriori corsi svolti essi potranno essere abilitati all'uso del DAE (BLS-D), ed alla prima esecuzione di un ECG a 12 Derivazioni.
Milite / ausiliaria soccorritore Referente per la Centrale OperativaIl "Referente prioritario per la centrale operativa", fino a pochi anni fa chiamato "Capo Servizio", è il soccorritore che per via della sua esperienza e/o anzianità, durante l'intervento, valuta secondo lo schema ABCDE ed i protocolli locali (BLS, PBLS, PHTLS, ecc.) il paziente e decide il suo codice di gravità, funge da Leader ossia coordina i colleghi e le operazioni da eseguire scegliendo i presidi più adatti, si occupa di tenere le comunicazioni con la locale centrale operativa del 118 per fornire le varie notizie sanitarie, e si interfaccia con medico o infermiere o altri Capi Squadra di altri mezzi se presenti sul luogo, ad esempio in caso di servizi congiunti con l'MSA (Automedica), Vigili del Fuoco, Forze dell'ordine, ecc. Il Capo Servizio inoltre è il responsabile della sede e dei locali associativi, e della disciplina del proprio equipaggio.
Milite / ausiliaria Autista soccorritoreVolontario/a deputato a guidare l'ambulanza o più in generale tutti i veicoli della associazione, sia in servizio non urgente (dialisi, dimissioni, trasferimenti ecc.) come autista secondario, che in casi di emergenza (118, trasporto di sangue, organi, ecc.) come autista di emergenza. L'autista di emergenza essendo in primis un soccorritore, una volta sul luogo dell'evento collabora attivamente nelle operazioni di soccorso, spesso coadiuvando il Capo Servizio, nel gestire il paziente. Di norma l'autista è il soccorritore più esperto di tutta la squadra.
Autista della Guardia MedicaVolontario deputato ad accompagnare il medico di continuità assistenziale (Ex Guardia Medica) nelle varie visite domiciliari, guidando un veicolo sezionale messo a disposizione per la ASL di competenza. Di norma gli unici requisiti richiesti sono il possesso della patente di guida categoria B e aver terminato almeno il primo ciclo di formazione.
CentralinistaVolontari che svolgono il proprio turno presso la sede sezionale, rispondendo e smistando le telefonate in arrivo da e per la sede, da parte di comuni cittadini, enti convenzionati (ospedali, case di cura, ecc.) o da parte della SOREU 118. In caso di telefonata da parte del 118, esso smisterà la chiamata al Capo Servizio. Resterà in costante contatto radiofonico (tramite ponte radio dedicato) con l'ambulanza 118 o altri mezzi associativi, ed è il responsabile dei locali sezionali e dei relativi occupanti quando il Capo Servizio 118 non c'è. In molte sezione per diventare centralinisti occorre superare solamente un mini corso interno della durata di poche ore, e quindi tale ruolo è spesso assegnato ai neo volontari in formazione o da volontari "anziani" che non sono più "operativi".
Viene eletto invece per votazione il Comandante di sezione: che è colui che coordina tutte le attività e i servizi svolti dai volontari, è responsabile della pianificazione dei turni di servizio, della disciplina dei volontari, e di tutte le attività amministrative ed organizzate dalla sezione. L'incarico ha una durata di quattro anni.
Personale Dipendente
Per poter garantire la continuità del servizio erogato, soprattutto quello di Emergenza Urgenza, negli orari diurni dei giorni feriali, la Croce Bianca si avvale della preziosa collaborazione di circa 200 personale dipendente, ossia soccorritori esecutori che sono stati assunti con regolare contratto di lavoro per la rispettiva sezione di appartenenza.
Il personale Dipendente, andrà cosi a coprire tutti i turni di servizio dove mancano i volontari, come ad esempio la fascia lavorativa diurna feriale (tipicamente 6-18), o in caso di bisogno anche le altre fasce orarie.
I Dipendenti, svolgeranno sia funzioni di soccorritori a bordo dei mezzi di soccorso, sia funzioni impiegatizie a favore della sezione.
I Dipendenti, da statuto, non fanno parte del Corpo Volontari, è quindi non sono soggetti ai relativi obblighi e doveri, non possiedono la qualifica di socio, non possono partecipare alle assemblee, non possono candidarsi e concorrere per ruoli associativi (ad esempio per diventare Comandante) e non possono frequentare i locali sezioni al di fuori del proprio orario lavorativo. Se un volontario, dovesse venire assunto e diventare cosi dipendente (ad esempio per un lavoro stagionale), sarà automaticamente dimesso da volontario, e perderà anche la qualifica di socio.

### Le sezioni
La Croce Bianca Milano si compone attualmente (2024) di una sede centrale, 29 sezioni e 8 delegazioni, per un totale di 37 sedi dislocate su tutto il territorio lombardo.
La sezione di Milano Centro, si trova nello stesso palazzo che ospita i locali della sede centrale.
La prima sezione della Croce Bianca ad aprire nel 1953, escludendo la sezione di Milano Centro che all'epoca era considerata l'unica sede, fu quella nel comune di Melegnano, tutt'oggi ancora in servizio.
Le sezioni attualmente attive sono:
- Besana Brianza
- Biassono
- Binasco
- Bovisio Masciago (Delegazione di Cesano Maderno)
- Brugherio
- Calusco D'Adda
- Carate Brianza (Delegazione di Besana)
- Carugate
- Cassina de' Pecchi
- Castello di Brianza (Delegazione di Besana)
- Ceriano Laghetto (Delegazione di Cesano Maderno)
- Cernusco sul Naviglio
- Cesano Maderno
- Ciserano (Delegazione di Sede Centrale)
- Giussago
- Giussano
- Landriano
- Legnano
- Locate Triulzi (Delegazione di Sede Centrale)
- Magenta
- Mariano Comense
- Melegnano
- Melzo
- Merate
- Mesero (Delegazione di Magenta)
- Milano Centro
- Missaglia (Delegazione di Merate)
- Monza (Delegazione di Biassono)
- Paullo
- Rivolta D'Adda
- S.Angelo Lodigiano
- S.Colombano al Lambro
- S.Giuliano Milanese
- Sede Centrale
- Sedriano
- Seveso

### Mezzi e attrezzature
L'associazione conta circa 250 mezzi operativi all'interno del suo parco macchine, tutte dotate di attrezzature di soccorso., tra le quali:
- 139 ambulanze di soccorso tipo A qualificate dal 118 come MSB – Mezzo di Soccorso di Base;
- 2 PMA (Posto Medico Avanzato);
- 14 MSA (Mezzo di Soccorso Avanzato): mezzi con compiti urgenti che prevedono servizi inerenti a trasporto organi, sangue e trapianti, oppure in qualità di Automediche il trasporto sul luogo dell'evento di Medico e Infermiere del 118.
- 49 autovetture per uso diversificato;
- 44 automezzi per effettuare trasporto disabili;
- 2 caravan (Unità cinofile)

Un segno caratteristico che contraddistingue i mezzi della Croce Bianca rispetto a quelli di altre associazioni, è la sua particolare livrea, composta da una Croce blu disegnata sulla fiancata posteriore, e ai quattro lati una croce bianca su sfondo blu, al posto della stella della vita, caratteristica unica che accomuna la Croce Bianca con i mezzi della Croce Rossa Italiana, che al posto della stella della vita hanno una croce rossa su sfondo bianco.
Una livrea speciale è stata proposta ed applicata su alcuni mezzi immatricolati nel 2007, anno del centenario, che per festeggiare tale evento, proponeva la parte superiore delle fiancate laterali e del portellone posteriore completamente blu, e recanti la scritta bianca "Dal 1907 al servizio del prossimo".
Dal 2008 la livrea tornò ad essere quella tradizionale.

## Formazione
L'adesione come volontari alla Croce Bianca Milano è libera e non vincolante, e si effettua recandosi presso una delle 37 sedi presenti sul territorio nei periodi di iscrizione, con unici vincoli quelli di aver raggiunto la maggiore età e il non prestare servizio attivo sia come volontari sia come dipendenti presso altri enti o associazioni che operano nel campo del primo soccorso a bordo di ambulanze.
Una volta presentata domanda di iscrizione, essa entro 15 giorni, dovrà essere approvata dal Consiglio direttivo della sezione, che in caso affermativo inviterà l'aspirante volontario al primo turno di servizio come aspirante allievo in formazione, e in tale data "affronterà" anche un colloquio conoscitivo con il comandante di sezione o suo delegato.
Trascorsi sei mesi dalla data di iscrizione e superato il primo ciclo formativo, se risultato idoneo sotto il profilo sia disciplinare sia formativo, durante tutto il periodo di formazione, al volontario verrà conferita la qualifica di "socio".
Tale qualifica è indispensabili per diventare "militi" e consente di avere elettorato attivo.
La formazione dei volontari è stabilita da delibere sia regionali (tramite AREU) nazionali e delle singole sezioni, ed attualmente si compone di un corso della durata complessiva di 120 ore (più o meno 8-9 mesi), diviso in due grandi "step" rispettivamente da 42 e 78 ore. La prima parte comprende un modulo facoltativo di 4 ore, che porta il totale a 46, propedeutico all'abilitazione da autista.
Molte sezioni tuttavia organizzano più volte all'anno anche una sorta di precorso propedeutico al 120 ore vero e proprio della durata di poche ore (circa 20), spesso aperto anche alla cittadinanza, che permette agli aspiranti allievi di accedere al corso 120 ore vero e proprio e di iniziare a svolgere alcune attività associative.
Il superamento del primo "step" di 42 ore consente all'aspirante allievo di iniziare a svolgere i servizi di carattere non urgente, i trasporti sanitari, a bordo di ambulanze o altri veicoli associativi, e se interessato al servizio 118 consente di accedere al secondo step di 78 ore e alla fase di "tirocinio" pratico a bordo del mezzo di soccorso convenzionato 118.
Se invece l'aspirante allievo non è interessato al 118, la sua formazione terminerà qua ed esso prenderà la qualifica di "Soccorritore ausiliario".
Se quindi l'aspirante allievo è interessato al servizio di emergenza 118, frequenterà le restanti 78 ore, otterrà la qualifica di "Allievo Soccorritore" e potrà accedere alla fase di "tirocinio" pratico a bordo del mezzo convenzionato 118 (per un totale di 60 ore), dove potrà uscire solamente in aggiunta al regolare equipaggio di 3 persone, e quindi è più semplicemente noto come "Quarto".
Il ruolo dell'Allievo è di norma stabilito dal gruppo formazione di ogni singola sezione, e durante le uscite in Ambulanza sarà il Capo Servizio a stabilire quali mansioni far fare ad esso.
Durante le prime uscite, comunque, di norma l'allievo fungerà principalmente da "osservatore" in modo da osservare ed imparare il modus operandi del proprio equipaggio, e di iniziare a prendere confidenza con i presidi e le varie tecniche di soccorso e trasporto, facendo anche piccole "mansioni" e lavoretti, come ad esempio rilevare i parametri vitali o familiarizzare con i presidi.
A fine servizio l'allievo dovrà compilare un libretto che il Capo Servizio dovrà firmare lasciando un suo breve commento.
Con il passare delle uscite, il ruolo dell'Allievo otterrà progressivamente importanza fino a diventare un vero e proprio soccorritore terzo.
Una volta sostenuto con esito positivo l'esame di certificazione e ultimate le ore di tirocinio l'allievo diventerà a tutti gli effetti un soccorritore milite e potrà uscire come terzo membro effettivo dell'equipaggio.
Trascorsi alcuni anni della certificazione il milite che si è distinto in associazione, potrà accedere agli "step" per diventare Capo Servizio e Autista.

### Minorenni e Gruppo giovani
Lo statuto della Croce Bianca, consente alle singole sezioni, di far entrare a loro discrezione nel Corpo Volontari Militi e Ausiliarie anche soggetti minorenni, che abbiano compiuto almeno 16 anni, e tramite consenso scritto e firmato dai genitori o tutori legali.
I minorenni, potranno partecipare attivamente alla vita dell'associazione, partecipare a manifestazioni organizzate dalla sezione stessa, ed affiancare un volontario maggiorenne nell'attività di centralino, senza però salire sulle ambulanze o comunque praticare attività di soccorso vero e proprio.
In alcune sezioni, è presente un reparto chiamato Gruppo Giovani, che alla stregua del gruppo "pionieri" della Croce Rossa Italiana, organizza eventi dedicati ai ragazzi tra i 16 e i 17 anni, che nonostante la minore età voglio lo stesso aderire come volontari della Croce Bianca.

### Nucleo Cinofilo da Soccorso
La Croce Bianca Milano annovera un Nucleo Cinofilo da Soccorso SAR dedicato alla ricerca e soccorso di persone disperse e travolte da macerie (terremoti, crolli...). La sede Operativa è presso la Sezione di Rivolta d'Adda (Cr) . Il Nucleo opera in ambito Nazionale e Internazionale seguendo le linee guida della massima organizzazione internazionale per cani da soccorso IRO. Il Nucleo dispone di un mezzo dedicato al trasporto cani e operatori,  1 Veterinario, 10 UCS, 4 Tecnici, 4 Addestratori certificati. Il personale è formato anche come soccorritore per intervenire nelle situazioni di emergenza.

## Vestiario
Il vestiario associativo, è acquistato di norma dalle singole sezioni, che possono di propria iniziativa "cambiare" fornitore e aggiungere o togliere indumenti a seconda delle esigenze dei propri volontari.
Non è raro quindi vedere sezioni con modelli di divise differenti, che però devono rispettare severamente gli standard e le livree decise dalla sede centrale.
Il principale vestiario associativo è così composto: 
- Polo bianca a mezze o lunghe maniche con ricamata all'altezza del cuore la croce bianca su sfondo blu, ed eventualmente sulla schiena la scritta "Croce Bianca" in obliquo.
- Pile Blu, con ricamata all'altezza del cuore la croce bianca su sfondo blu, ed eventualmente sulla schiena la scritta "Croce Bianca" in obliquo
- Maglione Blu, in alternativa al pile
- Giacca estiva arancione fluorescente con ricamata all'altezza del cuore il logo associativo, e a Dx vi si troverà il tesserino identificativo con matricola del volontario e sezione di appartenenza, e sulla schiena una croce bianca su sfondo blu catarifrangente.
- Pantaloni arancioni fluo
- Giaccone invernale tipo "Bomber"
- Giaccone invernale tipo "Giacca a vento"

## Numero amico - Rivista associativa
Nell'aprile del 1952 nasceva all'interno dell'Associazione un bollettino ufficiale, in formato tabloid, dal titolo Croce Bianca in cui venivano trattati temi riguardanti l'Associazione.
Questo bollettino, di cui oggi esistono solo 6 numeri, è considerato il precursore della rivista quadrimestrale Numero Amico, anch'essa in formato tabloid e pubblicata, per la prima volta, nel 1981 a seguito della necessità di avere un mezzo di informazione e di comunicazione comune che arrivasse a tutte le sezioni della Croce Bianca.

## Curiosità
- Una ambulanza della Sezione di Milano Centro (la 001) e il relativo equipaggio è apparsa nel film "La peggior settimana della mia vita" con Fabio de Luigi e Alessandro Siani
- La rete televisiva MTV nel 2008 all'interno del suo programma "Il testimone" condotto da Pif ,dedicò una puntata sulla "tipica" giornata (in questo caso un sabato pomeriggio) dei volontari della Croce Bianca, seguendoli anche a bordo della ambulanza sui servizi 118.
- La trasmissione "Le Iene" nel inverno 2014 dedicò un suo servizio ad opera della iena Trincia sull'operato dei volontari della sezione Centro, mostrandoli alla prese con un "tipico" turno di un sabato notte.
- Una ambulanza della Sezione Milano Centro appare in una scena del film di Checco Zalone " Che bella giornata" (2011)